# مارسيل بارت

مارسيل بارت، ولد في ألمانيا الشرقية سنة 1986 في مدينة غيرا، هو دراج، يهوى سباق الدراجات على المضمار. 
مارسيل بارت (بالألمانية: Marcel Barth)‏ (و. 1986  م) هو من ألمانيا، وألمانيا الشرقية، ولد في غيرا.

## روابط خارجية
- مارسيل بارت على موقع الاتحاد الدولي للدراجات (الإنجليزية)
- مارسيل بارت على موقع أرشيف الدراجات (الإنجليزية)
- مارسيل بارت على موقع إحصائيات الدراجات الإحترافية (الإنجليزية)